# Marieville
Marieville är en stad (kommun av typen ville) och tätort (centre de population) i Québec i Kanada. Den ligger i regionen Montérégie, i den sydöstra delen av landet, 200 km öster om huvudstaden Ottawa.